# Fotoarchiv Weimar
Das Fotoarchiv Weimar ist eine digitalisierte Fotosammlung mit Bildern aus Weimar.
Das Projekt der Stadt Weimar greift auf Bestände des Stadtarchivs und des Stadtmuseums Weimar zurück. Nach und nach werden die digitalisierten Bilder der beiden Institutionen online gestellt. Im Juni 2024 waren knapp 9000 Bilder aus dem Stadtarchiv Weimar und mehr als 300 Bilder aus dem Stadtmuseum Weimar auf der Internetseite zu finden. Die Bilder sind jeweils mit Informationen zum abgebildeten Objekt, zum Urheber und Aufnahmedatum sowie zur Provenienz des Fotos etc. hinterlegt und mit einem Ausschnitt aus dem Weimarer Stadtplan verbunden, auf dem der Aufnahmeort markiert ist. Ein Online-Formular zur Ergänzung von Informationen bzw. für Fehlermeldungen ermöglicht jeweils den Kontakt zum Stadtarchiv bzw. zum Stadtmuseum. Die Bildrechte sind dem jeweiligen Bildrechteinhaber vorbehalten. 
Die Recherche in den Bildbeständen der beiden beteiligten Institutionen ist auf Basis des XML/XSLT-basierten Content-Management-Systems Symphony CMS möglich. Dabei stehen Volltextrecherche, geodatenbasierte Suche und andere Filtermöglichkeiten zur Verfügung. Ein digitales Personenlexikon, das auf einer Sammlung von Zeitungsausschnitten bis 1945 beruht, ist in das digitale Archiv eingebunden. XML ermöglicht grundsätzlich auch die Einrichtung von Schnittstellen zu ähnlichen Datenbanken.
Die Leitung des Projekts hatten im Jahr 2013 Jens Riederer und Alexander Rutz inne, im Jahr 2014 sollten die ersten Bilder online gezeigt werden. Drohende Substanzverluste in zahlreichen denkmalpflegerischen Einrichtungen hatten damals dazu geführt, dass man sich über Ersatzmedien wie derartige gemeinschaftlich zu nutzende Fotodatenbanken Gedanken gemacht hatte. In Wismar hatte der Aufbau eines solchen Projekts im Februar 2013 begonnen.